# مقاطعة أويهي (أيداهو)
مقاطعة أويهي (بالإنجليزية: Owyhee County)‏ هي إحدى مقاطعات ولاية أيداهو في الولايات المتحدة الأمريكية.

## معرض صور

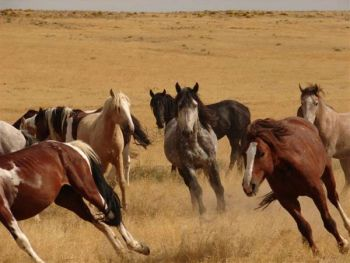
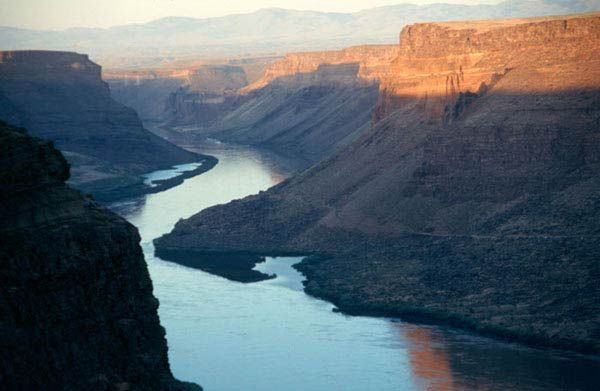